# Die Gailtalerin
Die Gailtalerin (Vollständiger Titel: Die Gailtalerin – Ein Almauftrieb mit Gästen) war eine von dem österreichischen Kabarettisten Manfred Tauchen moderierte Fernsehshow, die im Jahr 1992 in neun knapp einstündigen Folgen ausgestrahlt wurde.

## Konzept der Sendung
Im Jahr 1992 erschien die Filmadaption des Albums und späteren Musicals Der Watzmann ruft im Kino, einer Heimatsatire aus dem Jahr 1972.
Aufgrund des Erfolgs wurde das Konzept der Bühnenshow aufgegriffen und die Comedy-Talkshow Die Gailtalerin – Ein Almauftrieb mit Gästen ins Leben gerufen. In der Show übernahm der Kabarettist und Musiker Manfred Tauchen, Teil der Musikgruppe DÖF, erneut die Rolle der „Gailtalerin“ als Moderator, unterstützt von Christoph Fälbl als Knecht Blasi, Gabriele Rothmüller als Magd Stasi sowie Christine Oedingen als „Wilde Hilde“. Tauchen war dabei als vollbusige Sennerin verkleidet und trug eine blonde Perücke mit Zöpfen, Tracht sowie einen Kunstbusen. Zu dieser Zeit war auch die Sendung Dame Edna Everage des australischen Komikers Barry Humphries sehr erfolgreich, an deren Konzepten sich das Format von Die Gailtalerin ebenfalls bediente.
Pro Sendung waren jeweils zwischen zwei und vier Prominente zu Gast, die von Manfred Tauchen – oft unter der Gürtellinie – interviewt und in Spiele eingebunden wurden, beispielsweise ein Torwandschießen mit Plüsch-Murmeltieren. Die Sendung nahm Bezug zum Zeitgeschehen sowie zu Inhalten und Figuren aus Der Watzmann ruft.
Das Format wurde teilweise von der Showband Einstürzende Almhütten unterstützt, die auch musikalische Gäste wie Falco, Roberto Blanco, Frank Zander und Rex Gildo begleitete, und zu der der Schauspieler Joseph Hannesschläger gehörte. In der Sendung waren weiterhin Gruppen wie die Chippendales, The Lords, Die Prinzen, die Jacob Sisters und die Die Fantastischen Vier zu Gast.

## Produktion und Ausstrahlung
Insgesamt wurde acht reguläre Folgen sowie eine Sondersendung vom 15. August 1992 bis 31. Dezember 1992 ausgestrahlt.
Die ersten fünf Folgen der Sendung wurden samstags auf RTL plus gezeigt, die Folgen danach unter dem neuen Sendernamen RTL Television, nach der Umbenennung des Privatfernsehsenders im Rahmen seiner strategischen Neuausrichtung. Als Regisseur fungierte der österreichische Produzent Rudi Dolezal und dessen Produktionsfirma DoRo. Einzelfolgen wurden später von Redakteuren der jeweiligen Folge regieseitig betreut.
Die ursprünglich für den 12. September 1992 geplante dritte Folge und die für den 26. September 1992 geplante vierte Folge wurden wegen Sportübertragungen auf einen späteren Sendetermin verlegt.
Die Sendung vom 20. Dezember wurde an einem Sonntag ausgestrahlt und die Silvestersendung am 31. Dezember 1992 als einstündige Sonderprogrammierung unter dem Titel Gailtalerin – Spezial. In der Sendung kam es zu einer medial begleiteten Kontroverse zwischen dem Moderator und Chris Roberts und dessen damaliger Ehefrau Claudia, nachdem Tauchen das Paar in seiner Rolle als „Gailtalerin“ nicht frei interviewen durfte und deshalb mit den Worten verabschiedete: „Wenn wir das nicht dürfen, dann reden wir am besten gar nicht – und tschüss.“ Roberts’ Ex-Frau übergoss ihn daraufhin mit einem vollen Glas Bier – die Sendung wurde dennoch ausgestrahlt.

## Rezeption
Die Journalisten Michael Reufsteck und Stefan Niggemeier schrieben zur Sendung in ihrem Buch Das Fernsehlexikon: Alles über 7000 Sendungen von Ally McBeal bis zur ZDF-Hitparade im Jahr 2005: 

„[…] Gäste aus dem Showgeschäft werden auf Schwächen und sexuelle Attraktivität getestet, müssen Edelweiß pflücken und Kühe melken. Dazu gibt es komische Beiträge und Tanzeinlagen mit anderen Figuren […] aus dem Musical Der Watzmann ruft […]“

## Episodenliste
| Folge | Erstausstrahlung   | Gäste                                                                            |
| ----- | ------------------ | -------------------------------------------------------------------------------- |
| 1     | 15. August 1992    | Christine Schuberth, Fritz Wepper, Rocko Schamoni                                |
| 2     | 29. August 1992    | Ingolf Lück, Roberto Blanco, Chippendales, Corinna Drews                         |
| 3     | 26. September 1992 | Hans-Joachim Stuck, Falco, Brigitte Mira, „Die Wilde Hilde“"                     |
| 4     | 17. Oktober 1992   | Frank Zander, Ingrid Steeger, Hans-Hermann Weyer, Jessika Cardinahl              |
| 5     | 31. Oktober 1992   | Simone Bechtel, Carlo Thränhardt, Jürgen Zeltinger, Rex Gildo                    |
| 6     | 14. November 1992  | Jens Weißflog, Götz Alsmann, The Lords                                           |
| 7     | 28. November 1992  | Sepp Maier, Die Prinzen, Lisa Fitz                                               |
| 8     | 20. Dezember 1992  | Hans Clarin, Jacob Sisters, Horst Janson, Die Fantastischen Vier                 |
| 9     | 31. Dezember 1992  | Lotti Huber, Chris und Claudia Roberts, Elmar Hörig, Ilona Christen, Toni Sailer |